# Hendrik van Ranst (1430-1497)

Familiewapen van Ranst

Hendrik III van Ranst (1430-1497) was de zoon van Elisabeth van Merheim en Hendrik II van Ranst. Hij volgde zijn moeder op als heer van Boxtel en Liempde en kwam hierdoor in het bezit van Kasteel Stapelen. Van zijn vader erfde hij bovendien de heerlijkheid Kessel. Hij was heer van 1460-1497.
In 1456 trouwde hij met Henrica van Haaften en verkregen onder meer de volgende kinderen:
- Catharina van Ranst van Kessel, had een relatie met Frederik van Egmont
- Cornelia van Ranst
- Elisabeth van Ranst
- Adriana van Ranst, trouwde in 1491 met Jan van Horne (1460-1521)

In 1475 kocht hij de visrechten in de Dommel van de Kartuizers. In 1492 erfde hij, samen met een neef, de heerlijkheden Mortsel, met Kasteel Cantecroy, en Edegem van Jan van Ranst. In 1472 stichtte hij het Clarissenklooster Elisabethsdal te Boxtel, en in 1493 verhief hij de Boxtelse Sint-Petruskerk tot kapittelkerk.
Het is wel mogelijk dat Hendrik niet in 1497, doch in 1505 is overleden. Die onzekerheid zou samenhangen met een versleten en fout geïnterpreteerd jaartal op zijn grafzerk.
Hendrik wordt immers nog vermeld in een akte van 21 maart 1503 (n.s.) waarbij hij samen met zijn neef Jan IV van Ranst de windmolen te Mortsel verhuurt (Stadsarchief Antwerpen - schepenregister 122 - f° 217).
Toen hij stierf kwam de heerlijkheid in handen van zijn dochter Adriana van Ranst.